# 上海体育館駅
座標: 北緯31度11分1秒 東経121度25分54秒 / 北緯31.18361度 東経121.43167度
上海体育館駅（シャンハイたいいくかん-えき）は、中華人民共和国上海市徐匯区に位置する上海軌道交通1号線と4号線の駅である。

## 利用可能な鉄道路線
上海地下鉄
■1号線
■4号線

## 駅構造

### 1号線
島式ホーム1面2線の地下駅。ホームドアは設置されているが、後から設置されたものである。

### 4号線
島式ホーム1面2線の地下駅。開業当初からホームドア設置。

## 駅周辺
- 上海体育館
- 上海体育場
- 華亭賓館

## 歴史
- 1993年5月28日 - 1号線開業。
- 2005年12月31日 - 4号線開業。

## 隣の駅
上海軌道交通（上海地下鉄）
■1号線
漕宝路駅 - 上海体育館駅 - 徐家匯駅
■4号線
上海体育場駅 - 上海体育館駅 - 宜山路駅